# 1 SGM
1 SGM è una suddivisione dell'India, classificata come census town, di 2.493 abitanti, situata nel distretto di Ganganagar, nello stato federato del Rajasthan. In base al numero di abitanti la città rientra nella classe VI (meno di 5.000 persone).

## Geografia fisica
La città è situata a 29° 22' 44 N e 73° 50' 15 E.

## Società

### Evoluzione demografica
Al censimento del 2001 la popolazione di 1 SGM assommava a 2 493 persone, delle quali 1 330 maschi e 1 163 femmine. I bambini di età inferiore o uguale ai sei anni assommavano a 476, dei quali 252 maschi e 224 femmine. Infine, coloro che erano in grado di saper almeno leggere e scrivere erano 1 064, dei quali 686 maschi e 378 femmine.